# Eschenau im Hausruckkreis
Pour les articles homonymes, voir Eschenau.
Eschenau im Hausruckkreis est une commune autrichienne du district de Grieskirchen en Haute-Autriche.